# Babka plamkowana
Babka plamkowana (Stigmatogobius sadanundio) – gatunek ryby z rodziny babkowatych (Gobiidae).

## Występowanie
Indie, Sri Lanka przez Andamany do Singapuru i Indonezji.
Żyje w dolnych odcinka rzek i w ich ujściach, zazwyczaj w słodkiej wodzie, w słonej rzadko.

## Cechy morfologiczne
Osiąga 9 cm długości. Wzdłuż linii bocznej 25–29 łusek, wokół podstawy płetwy ogonowej 12 łusek, przed płetwą grzbietową 7–10 łusek, 26–27 kręgów. W płetwach grzbietowych 7 twardych i 7–8 miękkich promieni, w płetwie odbytowej 1 twardy i 7–8 miękkich promieni. W płetwach piersiowych 18–21 łusek.
Ubarwienie perłowoszare z 3–4 nieregularnymi rzędami okrągłych, czarnych plamek wzdłuż boków. U podstawy drugiej płetwy grzbietowej i płetwy odbytowej z rzędami wydłużonych czarnych plamek ułożonych równolegle do promieni. W pierwszej płetwie grzbietowej od 3 do 5 promienia czarna plama.

## Odżywianie
Żywi się niewielkimi rybami i bezkręgowcami (również larwami komarów).

## Rozród
Samica składa do 1000 ziaren ikry w jamkach pd kamieniami.

## Znaczenie
Hodowana w akwariach. Wymaga wody o temperaturze 20–26 °C, pH 7,0–8,0 i twardości wody dH 9–19.